# Arco, Trentino
Arco là một đô thị trong tỉnh Trento đông bắc Ý, dân số 16.023 người.

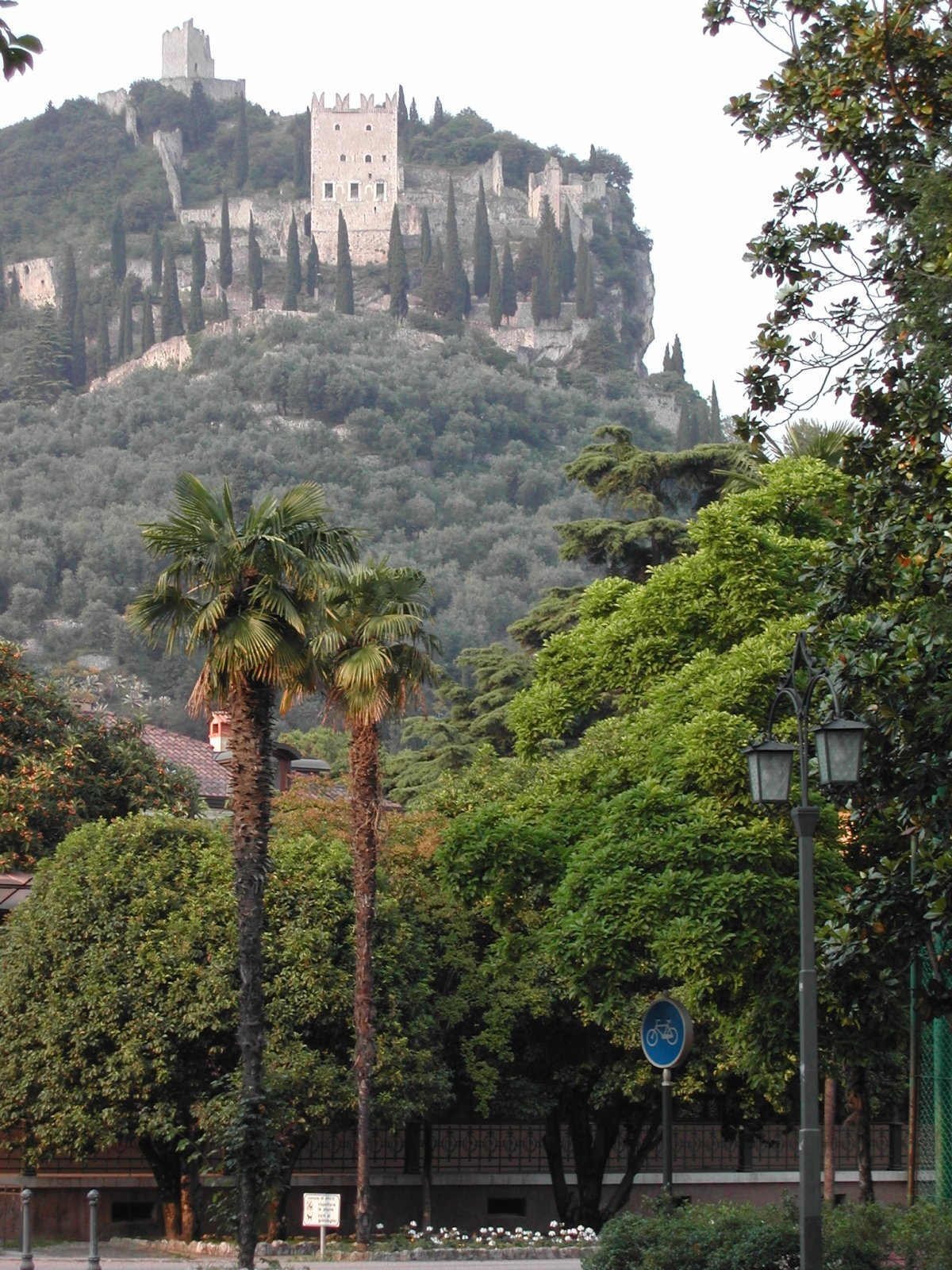
Castello of Arco.

Đô thị này được bao quanh bởi các mỏm đá vôi và có tòa lâu đài năm trên đỉnh đồi.
Kinh tế địa phương chủ yếu dựa vào ngành du lịch với du khách Đức và Áo đi qua đèo Brenner từ Áo.

## Hình ảnh

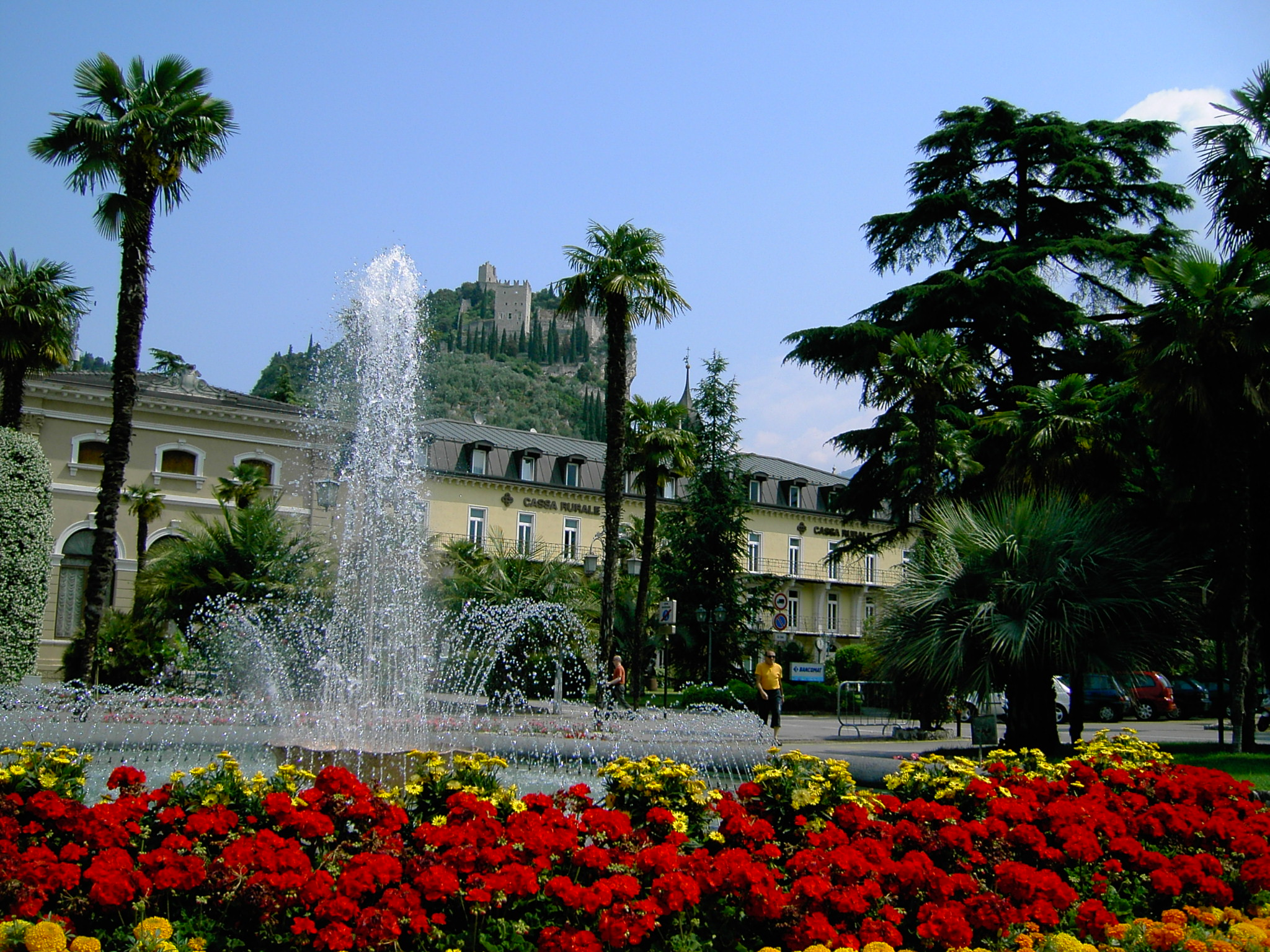
Trung tâm Arco.
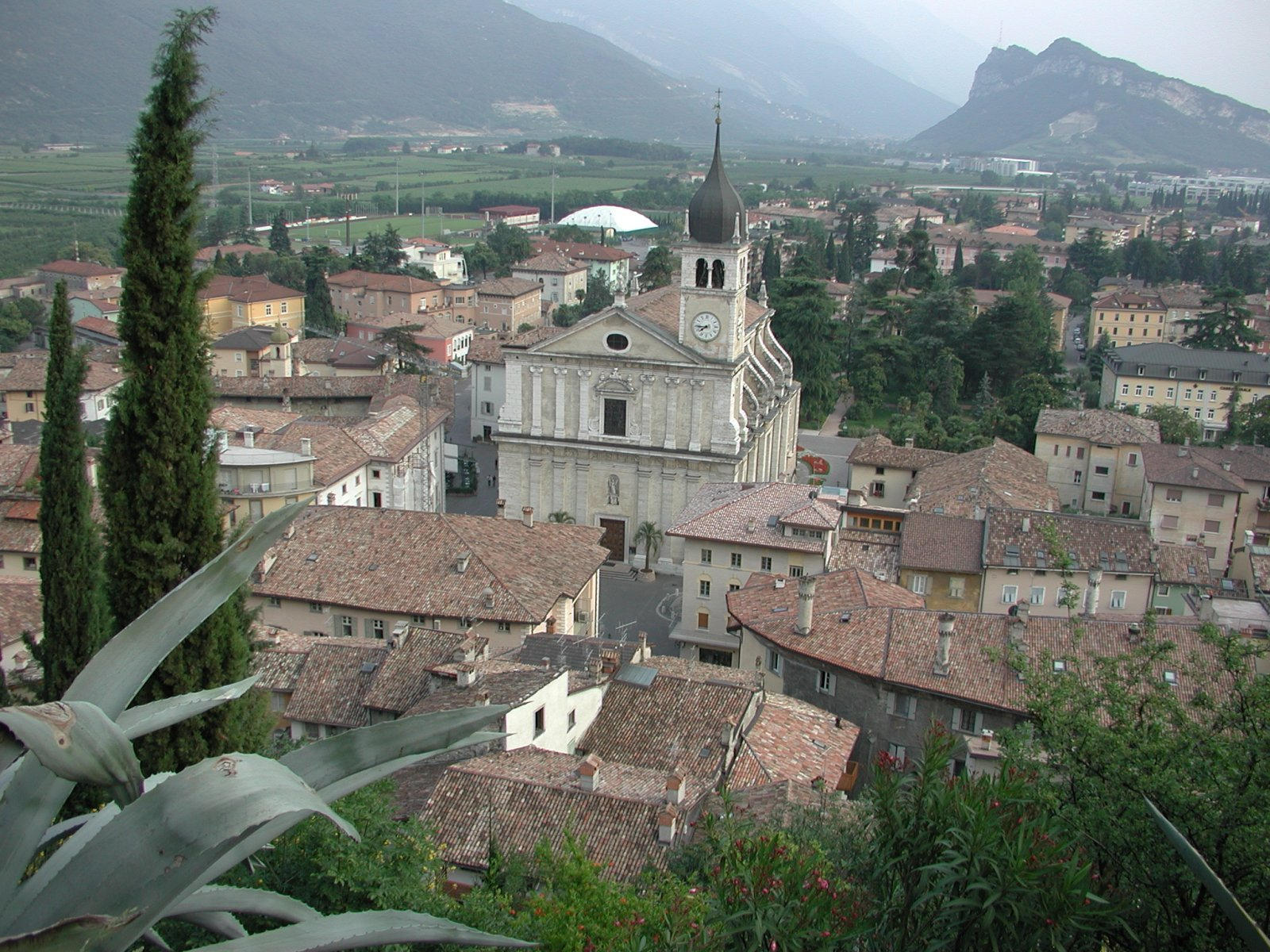
Collegiata dell'Assunta.
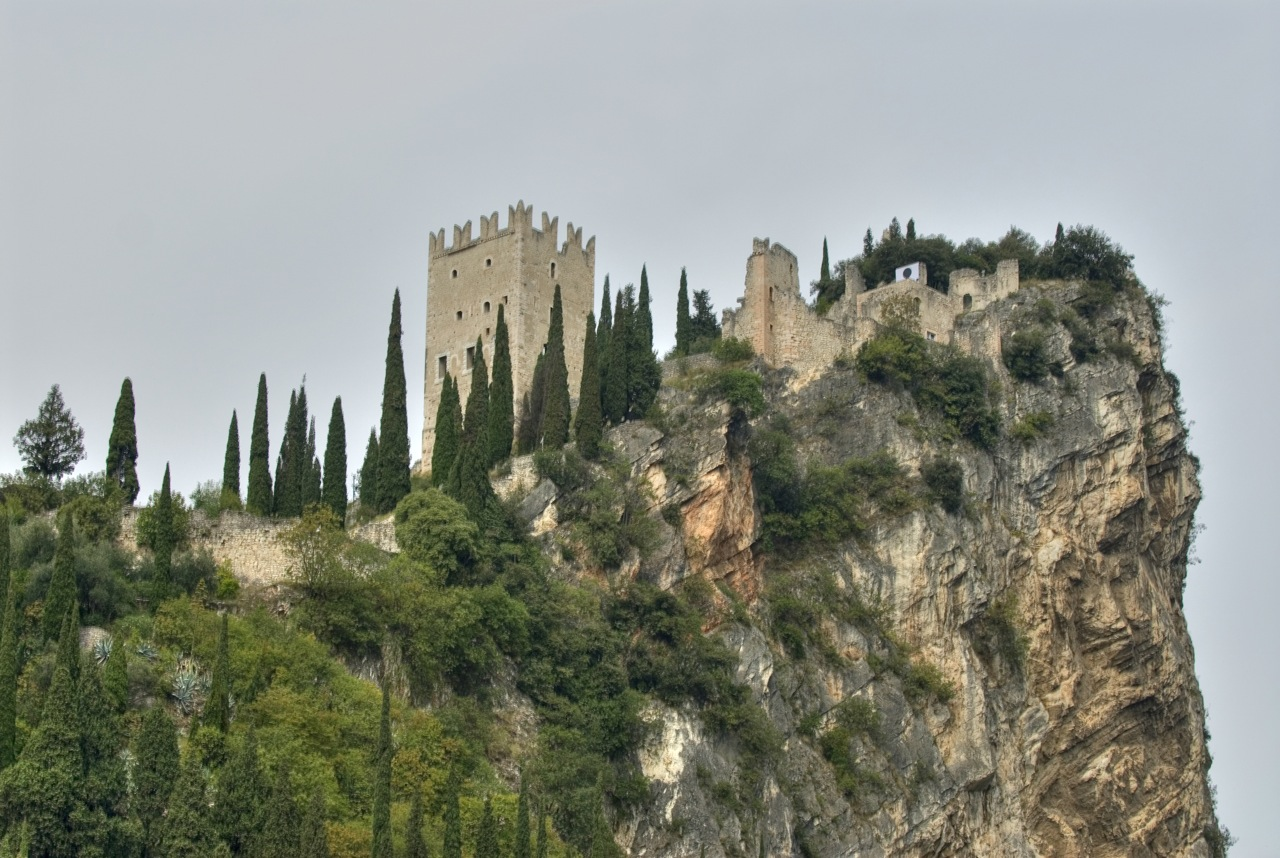
Castello D'Arco